# قائمة زملاء الجمعية الملكية المنتخبين في 1954
هذه الصفحة تعرض قائمة زملاء الجمعية الملكية المُنتخبين لعام 1954.

## الزملاء
- روزاليند بيت-ريفيرز
- Werner Wolfgang Rogosinski [الإنجليزية]‏
- Alfred Pippard [الإنجليزية]‏
- هاينريش جيرهارد كوهن
- Joseph L. Pawsey [الإنجليزية]‏
- C.B. Williams [الإنجليزية]‏
- ماكس بيروتس
- Henry Thode [الإنجليزية]‏
- فردريك سانغر
- Christopher Hinton, Baron Hinton of Bankside [الإنجليزية]‏
- John William Sutton Pringle [الإنجليزية]‏
- Edwin Sherbon Hills [الإنجليزية]‏
- أوتو ستروف

## الأعضاء الأجانب
- أوتو لوفي
- كارل مان سيغبان
- كارل فون فريش